# Blind Intersections
Blind Intersections é um filme de drama libanês de 2012 dirigido e escrito por Lara Saba e Nibal Arakji. Foi selecionado como representante do Líbano à edição do Oscar 2013, organizada pela Academia de Artes e Ciências Cinematográficas.

## Elenco
- Ghida Nouri - Nour
- Alae Hamoud - Marwan
- Charbel Ziade - Malek